# Xian de Huaiji
Le xian de Huaiji (怀集县 ; pinyin : Huáijí Xiàn) est un district administratif de la province chinoise du Guangdong. Il est placé sous la juridiction de la ville-préfecture de Zhaoqing. Sa superficie est de 3 573 km2.

## Démographie
La population du district était de 902 730 habitants en 1999.